# Nina Derwael
Nina Derwael (pronunciació neerlandesa: [dɛrʋaːl] o [dərʋaːl]; Sint-Truiden, 26 de març de 2000) és una gimnasta artística belga retirada. És dues vegades campiona del món (2018 i 2019) i tres vegades campiona d'Europa (2017, 2018 i 2025) a les barres asimètriques, campiona dels Jocs Europeus de 2019 i d'Europa a la barra d'equilibri, així com dues vegades campiona nacional belga de l'exercici complet (2015, 2018).
Va representar Bèlgica als Jocs Olímpics de 2016, als Jocs Olímpics de 2020 i als Jocs Olímpics de 2024. Als Jocs Olímpics de 2020, va liderar Bèlgica per a la primera final per equips, on Bèlgica va acabar vuitena. També es va classificar per a la final individual de l'exercici complet, on va acabar sisena i per a la competició de l'aparell de barres asimètriques, on va guanyar la medalla d'or, la primera de qualsevol color per a una dona belga en l'esport a uns Jocs Olímpics. És la primera gimnasta belga a guanyar medalles al Campionat del Món, la primera a ser campiona del món i la primera a ser campiona d'Europa.

## Vida personal
Derwael va néixer el 26 de març del 2000 a Sint-Truiden. El seu pare, Nico Derwael, és un exjugador de futbol, i la seva mare, Marijke Lammens, va precticar el handbol i el tennis de taula. Va començar la gimnàstica als dos anys. Quan tenia onze anys, es va traslladar a Gant per entrenar al centre d'entrenament de la selecció belga. Cursa estudis de gestió d'esdeveniments a la Universitat de Ciències Aplicades Artevelde de Gant. Va estar en una relació amb el futbolista belga Siemen Voet. Parla neerlandès, francès i anglès.
Després dels Jocs Olímpics de 2020, Derwael va començar a competir a la tercera temporada de Dancing with the Stars de Bèlgica. Després de rebre la puntuació més alta a l'episodi final, va ser votada com la guanyadora de la temporada.
El 12 de juliol de 2025 Derwael es va casar amb Thibau Dierickx.

## Carrera júnior
Derwael va fer el seu debut internacional a l'Elite Gym Massilia del 2013 a Marsella, França, i va acabar vuitena al global, i l'equip belga va acabar setè.

### 2014
Derwael va competir a l'International Gymnix de Mont-real i va acabar quinzena en el global i es va classificar vuitè a la final de la prova de bars asimètriques. Després, al Campionat de Bèlgica, va acabar cinquena en el global. Després va competir a la trobada amistosa contra Romania i França, i l'equip júnior belga es va classificar segon per darrere de Romania. Va ser seleccionada per competir al Campionat d'Europa júnior al costat d'Axelle Klinckaert, Rune Hermans, Jelle Beullens i Cindy Vandenhole, i van acabar sisenes a la competició per equips. A l'Elite Gym Massilia, va guanyar la medalla de bronze a l'exercici complet per darrere de Daria Spiridonova i Giorgia Campana, i l'equip belga va guanyar la medalla de bronze per darrere d'Itàlia i Rússia. També es va classificar en la cinquena posició en els barres asimètriques i en les finals de la prova d'exercici de terra. Després, al Top Gym Tournament de Charleroi, va acabar catorzena en el global. A la final de l'esdeveniment, va guanyar la medalla de plata a les barres asimètriques per darrere d' Anguelina Mélnikova i es va classificar en la cinquena posició en l'exercici de terra.

### 2015
Als Campionats de Bèlgica, Derwael va guanyar la medalla d'or en l'exercici complet, a les barres asimètriques, a la barra d'equilibri i a l'exercici del terra, i va guanyar la medalla de plata al salt sobre cavall. Després, al Flanders Team Challenge, va guanyar la medalla d'or al complet i va ajudar l'equip belga a acabar segon per darrere d'Alemanya. Després va competir al Festival Olímpic d'Estiu de la Joventut Europea amb Axelle Klinckaert i Julie Meyers, i van guanyar la medalla de plata en la competició per equips darrere de Rússia. Derwael va acabar quarta en la final de l'exercici complet individual. A la final de l'esdeveniment, va guanyar la medalla de plata a les barres asimètriques per darrere de Daria Skrypnik, va acabar cinquena a la barra d'equilibri i va guanyar la medalla de bronze a l'exercici de terra. Després va competir a l'Elite Gym Massilia, on va acabar cinquena en la prova general i a terra, i va guanyar la medalla de bronze a la barra d'equilibri per darrere de Laura Jurca i Enus Mariani.

## Carrera sènior

### 2016
Derwael va ser elegible per edat per a competicions internacionals sèniors el 2016. Va debutar en la sènior a l'International Gymnix, on van guanyar la medalla d'or per equips i es va classificar en la setena posició de l'exercici complet. A la final de l'esdeveniment, va guanyar la medalla d'or a les barres asimètriques i la medalla de plata a la barra d'equilibri. Al març, es va trencar la mà mentre entrenava a la barra d'equilibri i es va perdre la prova olímpica. Va tornar al Campionat d'Europa i l'equip belga va acabar novè a la ronda de classificació. La selecció belga va competir als campionats holandesos i Derwael es va classificar en el sisè lloc de l'exercici complet. A la final de l'esdeveniment, va guanyar la medalla de plata a les barres asimètriques per darrere de Laura Waem i va acabar cinquena a l'exercici de terra. Va representar a Bèlgica als Jocs Olímpics d'estiu del 2016 al costat de Senna Deriks, Rune Hermans, Gaëlle Mys i Laura Waem, i es van classificar dotzenes a la ronda de classificació. Derwael es va classificar per a la final individual, on va acabar a la dinovena posició amb una puntuació total de 56.299. Després dels Jocs Olímpics, va competir al Memorial Joaquim Blume i va guanyar la medalla d'or a l'exercici complet.

### 2017
Derwael va competir com a convidada del gimnàs Dunkerque al Top 12 de França i va ajudar l'equip a acabar cinquè. Derwael es va classificar en el sisè lloc de la classificació general i va empatar amb Alison Lepin per la medalla d'or a les barres asimètriques. Després, al Trofeu Ciutat de Jesolo, es va classificar dotzena en el global. Al Campionat d'Europa, va acabar setena en el global. A la final de l'esdeveniment, es va convertir en la primera gimnasta femenina belga que va guanyar una medalla d'or al Campionat d'Europa guanyant les barres asimètriques. Al Flanders International Team Challenge, va guanyar la medalla de bronze amb l'equip belga i a la barra d'equilibri.
Derwael va guanyar la medalla d'or a les barres asimètriques de la Paris Challenge Cup. Després, al Campionat del Món, va quedar tercera en les asimètriques per darrere de la defensora del títol, la xinesa Fan Yilin, i de la russa Elena Eremina, sènior de primer any. Això la va convertir en la primera gimnasta femenina belga en guanyar medalla als campionats mundials. També es va classificar vuitena a la final global. A més, Derwael i Georgia-Mae Fenton, de la Gran Bretanya, van competir amb èxit en una difícil habilitat original (Stalder a Tkatchev amb 1/2 torn), després del qual va rebre el nom de totes dues en el codi de punts.

### 2018
Derwael va competir al DTB Pokal Team Challenge de Stuttgart i va guanyar la medalla d'or amb l'equip belga i a l'exercici complet. Després, a la Copa del Món de Doha, va guanyar la medalla d'or a les barres asimètriques i la medalla de bronze a la barra d'equilibri per darrere de les gimnastes franceses Mélanie de Jesus dos Santos i Marine Boyer. Al març, va guanyar la medalla d'or en el Campionat de Bèlgica. Va ajudar l'equip belga a acabar quart a l'Heerenveen Friendly.
Al Campionat d'Europa, Derwael es va classificar en segon lloc a la final de barres desiguals per darrere de la subcampiona europea de 2013, Jonna Adlerteg, de Suècia, i es va classificar en primer lloc a la final de la barra d'equilibris. A més, l'equip belga es va classificar en tercer lloc a la final per equips, però es va retirar per evitar lesions a qualsevol membre de l'equip. En la final de la prova, va defensar amb èxit el seu títol europeu en barres asimètriques posant-se per davant d'Adlerteg i la campiona nacional de barra russa Anguelina Mélnikova. Després va guanyar la medalla de plata a la barra darrere de la vigent campiona olímpica Sanne Wevers dels Països Baixos. Al Varsenare Friendly, va guanyar la medalla d'or amb l'equip belga i a l'exercici complet.
Al Campionat del Món de 2018, Derwael va ajudar l'equip belga a acabar onzè a la ronda de classificació i es va classificar per a les finals de barres asimètriques i de barra d'equilibri. Va acabar quarta a la final global. A la final de la prova d'asimètriques, va marcar 15.200, guanyant el títol per mig punt a la estatunidenca Simone Biles enregistrant la puntuació més alta de dificultat i d'execució a la final. En fer-ho, es va convertir en la primera gimnasta belga en guanyar una medalla d'or mundial, convertint-la en una de les gimnastes belgues amb més èxit de la història. A continuació, va quedar quarta a la final de la prova de barra. Després del Campionat del Món, va competir a la Copa del Món de Cottbus i va guanyar la medalla d'or a les barres asimètriques.

### 2019
Al març, Derwael va competir a la Copa del Món de Doha, on va guanyar la medalla d'or a les barres asimètriques i la medalla de plata a la barra. A l'abril, Derwael va anunciar que renunciaria a competir als Campionats d'Europa per tal de centrar-se en ajudar Bèlgica a classificar un equip per als Jocs Olímpics del 2020 als Campionats del Món.
Al juny, Derwael va competir al Flanders International Team Challenge, on va guanyar la medalla d'or amb l'equip belga a les barres asimètriques i la medalla de plata a l'exercici complet per darrere de Naomi Visser. Després va competir als Jocs Europeus. Durant les classificacions, només va competir a la barra d'equilibri i a les barres asimètriques, i es va classificar a les dues finals d'esdeveniments en primera i segona posició, respectivament. Durant la final de barres asimètriques, va caure realitzant la seva habilitat homònima i va acabar quarta. Poc després, va competir a la final del barra i va guanyar la medalla d'or. Al Worms Friendly, va guanyar les medalles d'or a les barres asimètriques i la barra d'equilibri, i va ajudar l'equip belga a acabar segon per darrere d'Alemanya.
A l'octubre, Derwael va competir al Campionat Mundial de Stuttgart. Durant les qualificacions, va ajudar a Bèlgica a acabar en el desè lloc; tot i que no es van classificar per a la final per equips, sí que es van classificar com a equip per als Jocs Olímpics de 2020 a Tòquio. Individualment, Derwael es va classificar per a les finals de l'exercici complet, barres asimètriques i l'exercici de terra. Durant la final del complet, va acabar en cinquena posició, però va rebre la puntuació més alta de barres asimètriques del dia. En la final d'asimètriques, Derwael va obtenir 15.233, guanyant la medalla d'or i defensant el seu títol mundial. Derwael es va convertir en la cinquena dona de la història dels Campionats del Món en defensar amb èxit el seu títol de barres asimètriques després de Maxi Gnauck (1981, 1983), Daniela Silivaș (1987, 1989), Svetlana Khorkina (1995, 1996, 1997, 1999, 2001) i Fan Yilin (2015, 2017). Després, es va retirar de la final de l'exercici a terra, citant les seves lesions anteriors al peu i desitjant mantenir-se sana abans dels Jocs Olímpics.

### 2020-21
Al febrer de 2020, es va anunciar que Derwael competiria a la Copa Mundial de Tòquio 2020, però aquesta es va cancel·lar posteriorment a causa de la pandèmia COVID-19 al Japó. El desembre de 2020, Derwael i el seu xicot Siemen Voetvan donar positiu a COVID-19, però ella no va presentar símptomes.
Derwael va tornar a la competició el març del 2021 a la prova interna belga, on va guanyar la medalla d'or en l'exercici complet i les medalles d'or en les quatre proves. Aleshores va competir a l' Osijek Challenge Cup i va guanyar la medalla d'or a les barres asimètriques i a la barra. En aquest esdeveniment, va estrenar un element nou a les barres asimètriques: un Tkatchev (un Nabieva) dissenyat amb un dit del peu amb un gir de 1/2, i l'element va rebre el seu nom. Després, al Flanders International Team Challenge, va acabar quarta a la general, va ajudar l'equip belga a guanyar la medalla de plata per darrere de França i va guanyar la medalla d'or a les barres asimètriques.
El juliol de 2021, Derwael va ser seleccionada per representar Bèlgica als Jocs Olímpics d'estiu del 2020 al costat de Maellyse Brassart, Jutta Verkest i Lisa Vaelen, liderant Bèlgica per a la primera final per equips, on Bèlgica va acabar vuitena. Individualment es va classificar per a la final de l'exercici complet, on va acabar sisena i per a la competició de l'aparell de barres asimètriques, on va guanyar la medalla d'or, la primera de qualsevol color per a una belga en una disciplina de gimnàstica a uns Jocs Olímpics. El va aconseguir amb una puntuació total de 15.200, molt per sobre de les seves rivals al podi, la russa Anastasiia Iliankova i a la estatunidenca Sunisa Lee, que es van quedar amb 14.833 i 14.500, respectivament. Va ser nomenada esportista belga de l'any per tercer cop.

### 2022
Després d'una absència de 15 mesos per una lesió a un genoll, el 2022 va tornar a competir per primer cop després dels Jocs Olímpics al campionat del món. Va competir en la barra d'equilibri, on va patir una caiguda i a les barres asimètriques, on va obtenir 14.700 el dia de la qualificació. A la final de l'aparell va quedar tercera amb la mateixa puntuació, superada per la xinesa Xiaoyuan Wei campiona del món amb 14.966 i l'estatunidenca Shilese Jones, segona amb 14.766.

### 2023
Derwael es va perdre el campionats europeu a causa d'una lesió a l'espatlla. A continuació, es va dislocar l'espatlla en la pràctica pel campionat del món] a Antwerp i es va retirar del Esdeveniment. Al campionat del món, Bèlgica no va aconseguir qualificar un equip complet per als Jocs Olímpics del 2024. Això suposava que Derwael hauria de obtenir la plaça de forma individual.

### 2024
Derwael va anunciar a principis d'any que competiria en la barra d'equilibri a la Sèrie de la Copa del Món per intentar obtenir una plaça als Jocs Olímpics. Sis mesos després de la cirurgia d’espatlla, va tornar a la competició a la Copa del Món del Caire i va guanyar la medalla d’or a la barra. A la Copa del Món de Cottbus, va acabar en cinquè lloc, però ella va ser la gimnasta amb millor puntuació entre les que eren elegibles per als punts de qualificació olímpics. A la Copa del Món de Bakú, va guanyar la medalla de bronze i va tornar a ser la millor atleta elegible. Aquests resultats van garantir la seva qualificació per als Jocs Olímpics.

### 2025
Vuit mesos després dels Jocs Olímpics de París, Derwael va tornar a la competició a la DTB Pokal Stuttgart 2025, guanyant l'or en barra d'equilibri i el bronze en les barres asimètriques. Al Campionat d'Europa de 2025 Derwael va guanyar l'or tant en barres asimètriques com en barra d'equilibris, el seu tercer títol europeu en la primera i el seu primer en la segona.
El 15 de juliol de 2025 Derwael va anunciar la seva retirada de l'esport, al·legant que ja no volia sotmetre el seu cos a la gran i prolongada pressió de l'entrenament al més alt nivell.

## Habilitats epònimes
| Aparell             | Nom            | Descripció                                                              | Dificultat | Afegit al codi de punts   |
| ------------------- | -------------- | ----------------------------------------------------------------------- | ---------- | ------------------------- |
| Barres asimètriques | Derwael-Fenton | Stalder a cavall de l'alliberament de Tkatchev sobre la barra amb ½ gir | F          | Campionats del Món 2017   |
| Barres asimètriques | Derwael        | Tkatchev traçat en punta amb ½ gir                                      | H          | 2020 Osijek Challenge Cup |

## Història competitiva

### Júnior
| Any  | Esdeveniment                            | Equip | AA | VT | UB | BB | FX |
| ---- | --------------------------------------- | ----- | -- | -- | -- | -- | -- |
| 2013 | Elite Gym Massilia                      | 7     | 8  |    |    |    |    |
| 2014 | Gymnix Internacional                    |       | 15 |    | 8  |    |    |
| 2014 | Campionat de Bèlgica                    |       | 5  |    |    |    |    |
| 2014 | Beaumont en Véron Friendly              | 2     |    |    |    |    |    |
| 2014 | Campionat d'Europa júnior               | 6     |    |    |    |    |    |
| 2014 | Elite Gym Massilia                      | 3     | 3  |    | 5  |    | 5  |
| 2014 | Top Gym                                 | 3     | 14 |    | 2  |    | 5  |
| 2015 | Campionat de Bèlgica                    |       | 1  | 2  | 1  | 1  | 1  |
| 2015 | Flanders Team Challenge                 | 2     | 1  |    |    |    |    |
| 2015 | Festival Olímpic de la Joventut Europea | 2     | 4  |    | 2  | 5  | 3  |
| 2015 | Elite Gym Massilia                      | 4     | 5  |    |    | 3  | 5  |

### Senior
| Any  | Esdeveniment             | Equip | AA | VT | UB | BB | FX |
| ---- | ------------------------ | ----- | -- | -- | -- | -- | -- |
| 2016 | International Gymnix     | 1     | 7  |    | 1  | 2  |    |
| 2016 | Campionat d'Europa       | 9     |    |    |    |    |    |
| 2016 | Dutch Championships      |       | 6  |    | 2  |    | 5  |
| 2016 | Jocs Olímpics            |       | 19 |    |    |    |    |
| 2016 | Memorial Joaquim Blume   |       | 1  | 3  | 1  | 1  | 1  |
| 2017 | Campionat France Top 12  | 5     | 6  |    | 1  |    |    |
| 2017 | Trofeu Ciutat de Jesolo  | 7     | 12 |    |    |    |    |
| 2017 | Campionat d'Europa       |       | 7  |    | 1  |    |    |
| 2017 | Flanders Team Challenge  | 3     |    |    |    | 3  |    |
| 2017 | Paris Challenge Cup      |       |    |    | 1  | 6  |    |
| 2017 | Mundial                  |       | 8  |    | 3  |    |    |
| 2018 | DTB Pokal Team Challenge | 1     | 1  |    |    |    |    |
| 2018 | Doha World Cup           |       |    |    | 1  | 3  |    |
| 2018 | Campionat de Bèlgica     |       | 1  | 3  | 1  | 2  | 2  |
| 2018 | Heerenveen Friendly      | 4     |    |    |    |    |    |
| 2018 | Campionat d'Europa       |       |    |    | 1  | 2  |    |
| 2018 | Varsenare Friendly       | 1     | 1  |    |    |    |    |
| 2018 | Mundial                  |       | 4  |    | 1  | 4  |    |
| 2018 | Copa del Món de Cottbus  |       |    |    | 1  |    |    |
| 2019 | Copa del Món de Doha     |       |    |    | 1  | 2  |    |
| 2019 | Flanders Team Challenge  | 3     | 2  |    |    |    |    |
| 2019 | Jocs Europeus            |       |    |    | 4  | 1  |    |
| 2019 | Worms Friendly           | 2     |    |    | 1  | 1  |    |
| 2019 | Mundial                  | R2    | 5  |    | 1  |    | WD |
| 2021 | Prova belga              | 1     | 1  | 1  | 1  | 1  | 1  |
| 2021 | Osijek Challenge Cup     |       |    |    | 1  | 1  |    |
| 2021 | Flanders Team Challenge  | 2     | 4  |    | 1  |    |    |
| 2021 | Jocs Olímpics            | 8     | 6  |    | 1  |    |    |
| 2022 | Mundial                  |       |    |    | 3  |    |    |
| 2024 | Copa del Món del Cairo   |       |    |    |    | 1  |    |
| 2024 | Copa del Món de Cottbus  |       |    |    |    | 5  |    |
| 2024 | Copa del Món de Baku     |       |    |    |    | 3  |    |
| 2024 | DTB Pokal Team Challenge | 4     |    |    | 3  | 1  |    |
| 2024 | Campionat d'Europa       | 10    |    |    | 1  | 1  |    |

## Premis
- Esportista femenina belga de l'any (2018, 2019 i 2021)[97][98][84]
- Premi nacional al mèrit esportiu belga (2018)[99]
- Vlaamse Reus (2017-2018)[100][101]
- Flemish Sportsjewel (2018)[102]